# Мартинс, Эдсон
Эдсон Рикардо Мартинс (порт. Edson Ricardo Martins; род. 4 октября 1989, Марилия, Сан-Паулу) — бразильский бобслеист. Участник зимних Олимпийских игр 2014, 2018 и 2022 годов.

## Биография
Эдсон Мартинс родился 4 октября 1989 года в бразильском городе Марилия.
Выступал в соревнованиях по бобслею за «Паулисту» из Санту-Андре.
В 2014 году вошёл в состав сборной Бразилии на зимних Олимпийских играх в Сочи. В соревнованиях четвёрок экипаж, в который также входили Эдсон Биндилатти, Одирлей Песони и Фабио Гонсалвес, занял 26-е место, показав по сумме трёх заездов результат 2 минуты 50,71 секунды.
В 2016 году участвовал в чемпионате мира в Инсбруке. В соревнованиях двоек вместе с Биндилатти занял 29-е место, в соревнованиях четвёрок вместе с Биндилатти, Эриком Жилсоном и Рафаэлем Соузой — 24-е.
В 2018 году вошёл в состав сборной Бразилии на зимних Олимпийских играх в Пхёнчхане. В соревнованиях двоек вместе с Биндилатти занял 27-е место, показав по сумме трёх заездов результат 2.30,71. В соревнованиях четвёрок экипаж, в который также входили Биндилатти, Песони и Соуза, занял 23-е место с результатом 2.29,49 по сумме трёх заездов.